# Matthias Heidrich
Matthias Heidrich (* 10. Dezember 1977 in Hoyerswerda) ist ein ehemaliger deutscher Fußballspieler und aktuell Sportlicher Leiter des Drittligisten FC Erzgebirge Aue. Zuvor war er Nachwuchsleiter beim 1. FC Köln und bei Energie Cottbus.

## Karriere als Spieler
Heidrich begann in der Oberliga Nordost (Süd) beim FSV Hoyerswerda. Ab dem Jahr 2000 spielte er für den FC Erzgebirge Aue, mit dem er nach drei Jahren in der Regionalliga Nord in die 2. Bundesliga aufstieg. Nach zwei weiteren Jahren in Aue ging er 2005 zum Ligakonkurrenten Alemannia Aachen, mit dem er gleich in seiner ersten Saison den Aufstieg in die höchste Spielklasse schaffte. Heidrich wurde dort bereits kurz nach seinem Wechsel in den Mannschaftsrat gewählt.
Nachdem er in der 2. Bundesliga nur 13-mal für Aachen gespielt hatte, kam er auch nach dem Aufstieg in der Bundesliga nur zehnmal zum Einsatz. Die Saison endete mit dem direkten Wiederabstieg der Aachener.
Der Defensiv-Allrounder wechselte zur Saison 2007/08 von Alemannia Aachen zum Zweitligaaufsteiger VfL Osnabrück und erhielt dort einen Dreijahresvertrag. Im defensiven Mittelfeld konnte er sich als Stammspieler etablieren. In der Saison 2009/10 gelang den Osnabrückern der Wiederaufstieg in die 2. Bundesliga. Nach dem erneuten Abstieg des Vereins in die 3. Liga am Ende der Saison 2010/11 wechselte Heidrich zu Wacker Burghausen. Dort wurde sein Kontrakt im Sommer 2013 nicht mehr verlängert und Heidrich beendete seine aktive Karriere.

## Karriere als Trainer
Im März 2018 bestand Heidrich erfolgreich seinen Trainerlehrgang und erhielt die Fußballlehrer-Lizenz des DFB. Im August 2018 wurde er vom 1. FC Köln als sportlicher Leiter des Nachwuchszentrums angestellt.
Seit Ende August 2022 ist er Sportlicher Leiter vom FC Erzgebirge Aue.

## Größte Erfolge

### Als Spieler
- Aufstieg in die 2. Bundesliga mit dem FC Erzgebirge Aue 2002/03
- Platz 2 und somit Aufstieg in die Bundesliga mit Alemannia Aachen 2005/06
- Aufstieg in die 2. Bundesliga mit dem VfL Osnabrück 2009/10